# رنج مرجع
رنج مرجع (به انگلیسی: Reference Range) در حوزه پزشکی و سلامت٬ به بازه‌ای از مقادیر قابل پذیرش در رابطه با یک پارامتر یا آزمایش پزشکی٬ گفته می‌شود.